# Xã Corwith, Michigan
Xã Corwith (tiếng Anh: Corwith Township) là một xã thuộc quận Otsego, tiểu bang Michigan, Hoa Kỳ. Năm 2010, dân số của xã này là 1.748 người.